# Августин Егуавон
Августин Оуен Егуавон (англ. Augustine Owen Eguavoen, нар. 19 серпня 1965, Бенін-Сіті) — колишній нігерійський футболіст, захисник. Виступав за низку європейських клубів та зіграв 49 матчів за національну збірну Нігерії. Після завершення кар'єри — футбольний тренер, в тому числі, й національної команди Нігерії.

## Клубна кар'єра
Егуавон почав свою кар'єру в столичному «Лагосі» в рідній Нігерії, вдалі виступи за який привели до переходу в «Гент» в 1986 році. Він продовжував грати за «Кортрейк», «Оренсе», «Сакраменто Скорпіонз», «Торпедо» (Москва) і закінчив свою кар'єру на Мальті у складі «Сліма Вондерерс».

## Виступи за збірну
У складі збірної Нігерії провів 49 матчів. Був учасником Кубка африканських націй 1988 (2—е місце), 1992 (3—е місце), 1994 (чемпіон), Олімпійських ігор 1988, Чемпіонатів світу 1994, 1998.

## Тренерська кар'єра
Егуавон почав свою тренерську кар'єру на Мальті очоливши клуб, в якому завершив виступи як гравець — «Сліма Вондерерс», йому була надана робота на сезон 2000—2001 рр.
Потім в його кар'єрі був нігерійський клуб «Бендел Іншуренс» і збірна Нігерії, спочатку юнацька, а потім і національна, з якою він добився свого макимального успіху — посівши третє місце на Кубку націй 1992.
У 2008 році спробував свої сили в чемпіонаті ПАР, але швидко повернувся до роботи з нігерійськими клубами. Останнім клубом Егуавон став «Саншайн Старз».

## Досягнення

### Гравець
- Володар Кубка Мальти: 2000
- Переможець Кубка африканських націй: 1994
- Срібний призер Кубка африканських націй: 1988
- Бронзовий призер Кубка африканських націй: 1992
- Учасник чемпіонатів світу 1994 і 1998

### Тренер
- Бронзовий призер Кубка африканських націй: 2006